# Germán Garmendia
Germán Alejandro Garmendia Aranis (Copiapó, 25 de abril de 1990), é um youtuber, cantor, compositor, comediante e escritor chileno. Ele ficou famoso por seu canal no YouTube, HolaSoyGerman, onde publicava vídeos engraçados sobre situações cotidianas. Em 2013, ele criou seu canal de gameplay, JuegaGerman, que acabaria ultrapassando seu canal anterior em inscritos.
Em 2016, ele se tornou o primeiro YouTuber a receber duas placas de Diamante e, fora de sua carreira no YouTube, construiu uma carreira musical com bandas como Zudex, Feeling Every Sunset e Ancud, lançando também diversas músicas em sua carreira solo. Em abril de 2016 publicou seu primeiro livro, #ChupaElPerro. Em 2018, outro livro foi publicado, Di Hola. Ele recebeu elogios por seus canais no YouTube. No MTV Millennial Awards, ele ganhou as categorias Ícone Digital e Mestre Gamer em 2014 e 2015, respectivamente. Ele foi nomeado uma das maiores estrelas do YouTube pelo The Washington Post, um dos mais populares pela BBC e um dos mais influentes pela revista Time.
Em 16 de maio de 2024, o canal JuegaGerman se tornou o primeiro canal hispânico a ultrapassar 50 Milhões de Inscritos e o primeiro canal do YouTube em espanhol a receber o prêmio popularmente conhecido como "Botão de Rubi", concedido aos criadores que ultrapassam esse número de inscritos.
Atualmente, seu canal JuegaGerman é o 73º canal do mundo e tem 53.2 Milhões de Inscritos. Ele também é o quinto YouTuber com mais inscritos em espanhol, atrás do canal espanhol "Mikecrack". Atualmente, ele é o YouTuber com mais inscritos no Chile.

## Início da vida
Germán nasceu em 25 de abril de 1990 em Copiapó, Chile. Com três anos de idade, seu pai morreu em um acidente de carro na véspera de Natal. Germán tem um irmão mais velho chamado Diego, de quem ele viveu separadamente durante a infância até se reunir em Los Vilos. Germán e Diego chamam sua mãe de “Super Mãe” porque ela cuidava dos dois. Ele sempre foi muito interessado em música desde a infância, quando ele tinha 13 anos, ele formou uma banda com seu irmão chamado Zudex. Garmendia enviou seu primeiro vídeo do YouTube em 2011 após ser incentivado por seus amigos.
Em agosto de 2014 e 2015, ele ganhou o prêmio "Ícone do Ano" da MTV Millennial Awards 2014. Ele fez uma breve aparição no YouTube Rewind 2014 e fez uma aparição mais longa nas versões de 2015 e 2016 devido ao quanto ele havia conseguido durante aquele ano.
Em fevereiro de 2018, seu canal principal do YouTube tinha mais de 33 milhões de inscritos, tornando-se o quarto canal do YouTube mais subscrito no mundo e o mais subscrito no idioma espanhol.

## Carreira
Em 9 de setembro de 2011, ele carregou o primeiro vídeo do HolaSoyGerman intitulado "Las cosas obvias de la vida". Os vídeos do canal consistiam em monólogos humorísticos que falavam sobre situações da vida cotidiana. Em entrevista à BBC Mundo, ele declarou que "O humor que faço no YouTube é bem inocente. Sempre gostei de fazer as pessoas rirem tirando sarro de mim mesmo, nunca dos outros. Em 2013, ele criou outro canal no YouTube chamado JuegaGerman, onde ele carrega principalmente vídeos de jogos, nos quais ele faria mais tipos de conteúdo.
Um YouTuber espanhol publicou um vídeo acusando-o de usar bots para aumentar artificialmente seus inscritos. Ele cita um vídeo excluído do HolaSoyGerman, "Internet y Redes Sociales", que mostrava vários sites marcados como AddSocials, YouLikeHits e SocialClump, que supostamente usam bots. Dias depois, ela postou outro vídeo no qual acusava Germán de ter removido seu vídeo anterior devido a reivindicações de direitos autorais. Posteriormente, outros YouTubers também enviaram vídeos confirmando as acusações. Em 24 de agosto de 2013, ele publicou um vídeo respondendo a essas acusações, alegando que eram falsas, que acumulou mais de 4 milhões de visualizações antes de ser removido. No mesmo ano, ele carregou o vídeo mais popular do HolaSoyGerman, intitulado "Los Hermanos". No final de 2013, por meio de seu canal HolaSoyGerman, que na época contava com 12 milhões de inscritos, ele se tornou o segundo YouTuber mais inscrito, atrás apenas de PewDiePie, segundo dados fornecidos pelo YouTube Rewind. Em agosto de 2014, ela ganhou a categoria "Ícono Digital" no MTV Millennial Awards.
Em abril de 2014, estava previsto que fosse apresentado na Telmex Aldea Digital, no Zócalo (Cidade do México). O evento teve muitos problemas: a palestra que ele deu não tinha um bom som e a tenda estava lotada com muito mais pessoas do que podia comportar. As pessoas empurravam umas às outras e aquelas que tentavam entrar ficavam feridas. Após a Secretaria de Segurança Pública do Governo do Distrito Federal retomar o controle da situação, a multidão se dispersou e o evento foi cancelado. Em outubro de 2015, Jack Black apareceu em um vídeo intitulado "Tipos de Estudantes" para promover o filme Goosebumps. Em março de 2016, a banda de rock canadense Simple Plan apareceu na introdução de um vídeo intitulado "La Comida". Em abril de 2016, eles alcançaram 10 milhões de inscritos em seus dois canais principais, HolaSoyGerman e JuegaGerman, tornando-se o primeiro YouTuber a ganhar dois botão de Diamante. Em junho de 2016, ele ganhou a categoria "Master Gamer" no MTV Millennial Awards, realizado no Pepsi Center WTC, na Cidade do México.
Em 20 de novembro de 2016, ele postou seu último vídeo HolaSoyGermán, "Como encontrar trabajo". Em um vídeo do JuegaGerman intitulado "Esto es lo que pasa si busco mi nombre en YouTube", ele explicou que o motivo dessa decisão foi o longo processo que ele levou para criar cada vídeo naquele canal, afirmando que às vezes demorava mais de 22 horas. Em 2018, ele foi o quinto YouTuber mais popular na plataforma. Em agosto do mesmo ano, ele ganhou a categoria Jogador Favorito no Mexico Kids' Choice Awards.
Em 10 de dezembro de 2016, foi apresentado no Club Media Fest em Argentina com sua banda Ancud.
Em setembro de 2018, a página do Facebook Paradero UAH publicou um trecho de dois minutos do vídeo de JuegaGerman de 30 de agosto de 2014, intitulado "OH POR DIOS, SOY EMO", no qual, enquanto joga Beyond: Two Souls, ele começa a fazer comentários que foram chamados de misóginos, nojentos e sexistas. O clipe se tornou viral nas redes sociais. Vários dias depois, ele postou um vídeo intitulado "Una Disculpa y una Reflexion para Seguir Avanzando", no qual se desculpou pelos comentários feitos no vídeo de 2014.
Em 2019, seu canal HolaSoyGerman, que até então contava com 37 milhões de inscritos, disputava para ser o canal em espanhol com mais assinantes no mundo com a empresa mexicana Badabun, que acabaria superando-a em assinantes naquele mesmo ano.
Em outubro de 2020, a Garmendia apoiou a Equus Organization, uma organização sem fins lucrativos que resgata e ajuda cavalos e outros animais, doando todo o dinheiro arrecadado com as assinaturas do JuegaGerman . Logo depois o JuegaGerman atingiu 40 milhões de inscritos e, em outubro do mesmo ano, ultrapassou o HolaSoyGerman.
Em outubro de 2021, ele ganhou o prêmio Legend no Prêmio Eliot por sua longa carreira no YouTube. Em maio de 2022, o JuegaGerman acabaria ultrapassando o Badabun em assinantes. Em 2023, ele ganhou a categoria Melhor Conquista de Carreira no Premios ESLAND do YouTuber espanhol TheGrefg.
Em agosto de 2023, ela recebeu o "Prêmio pelo Conjunto da Obra" no Kids' Choice Awards México de 2023.
Em abril de 2024, o canal do HolaSoyGerman foi hackeado, alarmando seus fãs, mas graças à moderação do YouTube, o canal conseguiu se recuperar rapidamente.
Em 16 de maio de 2024, JuegaGerman alcançaria 50 Milhões de Inscritos, tornando-se o primeiro canal espanhol do YouTube a conseguir isso, o que por sua vez o tornou o primeiro YouTuber hispânico a obter o reconhecimento popular conhecido como Botão de Rubi, algum tempo depois dessa conquista, ele perderia o posto de criador hispânico com mais inscritos para Fede Vigevani.
Em 4 de novembro de 2024, Garmendia, Fede Vigevani, Ricky Limón e outros colegas visitaram as oficinas do MrBeast. Em 2025, ele viajou para Dubai para falar no 1 Billion Followers Summit, onde compartilhou sua jornada, sucessos, fracassos, dicas de criação de conteúdo e muito mais. Em 5 de abril de 2025, Garmendia foi convidado a participar do "YouTube Basketball Stars" , um evento amigável de basquete organizado por Fede Vigevani e MrBeast, que reúne os maiores criadores de língua espanhola para competir contra os criadores de língua inglesa mais relevantes . O incidente ocorreu no dia 25 de abril, e seus companheiros eram Fernanfloo, Ricky Limón, Ian Lucas, Ibai Llanos, Elvis Ude (thatkidelvis), Eladio Carrión, Duki e Manu Ginóbili, que era o técnico da seleção espanhola. Eles enfrentarão MrBeast, Mark Rober, Chandler Hallow, Alex Stokes, Alan Stokes, Faze Rug, Marlon Lundgren (marlon3lg), Nick Nayersina e D'Vontay Friga, que foi o treinador do time de língua inglesa.
Em 4 de maio de 2025, ele participou da Wings For Life World Run, um evento beneficente que reúne pessoas do mundo inteiro para correr, buscando arrecadar o máximo de dinheiro possível para pesquisas sobre curas para lesões na medula espinhal. A corrida tem uma regra simples: um veículo persegue os competidores e o último a ser alcançado vence. Ele convidou seus assinantes a participar do evento para apoiar a causa, seja financeiramente ou participando da corrida.

## Canais de YouTube
| Canais de Germán Garmendia              | Canais de Germán Garmendia | Canais de Germán Garmendia | Canais de Germán Garmendia | Canais de Germán Garmendia       | Canais de Germán Garmendia | Canais de Germán Garmendia | Canais de Germán Garmendia        | Canais de Germán Garmendia | Canais de Germán Garmendia | Canais de Germán Garmendia |
| Nome do canal                           | Ano de Criação             | Videos                     | Estado                     | Categoría                        | Seguidores                 | Visualizações              | YouTube Botão Play                | YouTube Botão Play         | YouTube Botão Play         | YouTube Botão Play         |
| --------------------------------------- | -------------------------- | -------------------------- | -------------------------- | -------------------------------- | -------------------------- | -------------------------- | --------------------------------- | -------------------------- | -------------------------- | -------------------------- |
| Zudex                                   | 2006                       | 12 videos                  | Parado                     | Música                           | 63.1 Mil                   | +3.56 milhões              | —                                 | —                          | —                          | —                          |
| FeelingEverySunset                      | 2010                       | 9 videos                   | Parado                     | Música                           | 234 Mil                    | +13.28 milhões             | 100.000                           |                            |                            |                            |
| German Garmendia                        | 2010                       | 9 videos                   | Parado                     | Música                           | 1.74 milhões               | +37.28 milhões             | 100.000                           | 1.000.000                  |                            |                            |
| HolaSoyGerman                           | 2011                       | 136 videos                 | Parado                     | Entretenimiento                  | 44.2 milhões               | +4,93 bilhão               | 100.000                           | 1.000.000                  | 10.000.000                 |                            |
| HolaSoyGerman2                          | 2011                       | 11 videos                  | Parado                     | Entretenimiento                  | 3.24 milhões               | +43.89 milhões             | 100.000                           | 1.000.000                  |                            |                            |
| JuegaGerman                             | 2013                       | 2.304 videos               | Ativo                      | Gaming                           | 53.2 milhões               | +16.8 bilhão               | 100.000                           | 1.000.000                  | 10.000.000                 | 50.000.000                 |
| Ancud                                   | 2016                       | 25 videos                  | Parado                     | Música                           | 1.92 milhões               | +138.79 milhões            | 100.000                           | 1.000.000                  |                            |                            |
| GermanComiendo                          | 2020                       | 1 video                    | Parado                     | Entretenimiento                  | 107 Mil                    | +566 Mil                   | 100.000                           |                            |                            |                            |
| Juanito Alcachofa                       | 2022                       | 1 video                    | Parado                     | Entretenimiento                  | 33 Mil                     | +1.81 milhões              | 100.000                           |                            |                            |                            |
| El Baúl de Germán                       | 2023                       | 53 videos                  | Parado                     | Gaming                           | 472 Mil                    | +37.15 milhões             | 100.000                           |                            |                            |                            |
| Total                                   | +18 anos no YouTube        | 2.561 Videos               | Ativo                      | Gaming, Entretenimiento e Música | 105.51 milhões             | +22 bilhão                 | 9 Botão de Prata                  | 5 Botão de Ouro            | 2 Botão de Diamante        | 1 Botão de Rubí            |
| Total                                   | +18 anos no YouTube        | 2.561 Videos               | Ativo                      | Gaming, Entretenimiento e Música | 105.51 milhões             | +22 bilhão                 | 17 YouTube Botão Play (até agora) |                            |                            |                            |
| Última atualização: 25 de abril de 2025 |                            |                            |                            |                                  |                            |                            |                                   |                            |                            |                            |

## Incidentes

### "Sub-Botting"
Em 2013, um Youtuber chamado "LordDestroyer" fez o upload de um vídeo alegando que Garmendia havia usado bot de inscritos. No vídeo, que agora já removido por uma reclamação do próprio Garmendia, ele mostra um de seus vídeos mais antigos, chamado "Internet Y Redes Sociales". (Português: "A Internet e as Redes Sociais") onde, aos 0:40, é mostrado que Garmendia tem vários sites bot marcados em seu computador, incluindo "YouLikeHits", "SocialClump" e "AddSocials". Garmendia mais tarde apagou seu vídeo e os direitos autorais reivindicaram o vídeo original de LordDestroyer, mas a essa altura, muitos YouTubers da comunidade já estavam falando sobre isso. Mais tarde, ele respondeu à controvérsia em um vídeo agora excluído, dizendo que ele estava apenas experimentando os sites e vendo se realmente funcionava. Ele também afirmou que não se importava com as pessoas que o odiavam, pois havia uma comunidade de pessoas fazendo algo incrível com seu canal. Eventualmente LordDestroyer, o criador do vídeo original, deletou seu canal devido aos ataques dos fãs de Garmendia.

### Incidente no México
Em abril de 2014, Garmendia estava programado para aparecer na Telmex Digital Village em Zócalo, Cidade do México. O evento experimentou um excesso não planejado de participantes e muitas pessoas estavam esperando na fila para ver Garmendia, mas ele desmaiou devido à exposição ao calor e teve que ser evacuado. Eventualmente, a multidão tornou-se indisciplinada, com os participantes forçando o caminho através das barreiras e na área de tendas, causando muitos mais ferimentos. Dez pessoas ficaram feridas quando parte da iluminação caiu na multidão. Depois que a segurança recuperou o controle da situação, a multidão foi dispersada e o evento de Garmendia foi cancelado. Mais tarde, ele expressou condolências aos seus fãs pelo incidente.

## Filmografia
| Ano  | Título                                       | Papel  |
| ---- | -------------------------------------------- | ------ |
| 2016 | Ice Age: Collision Course (versão espanhola) | Julian |